# Rhopalosiphum dryopterae
Rhopalosiphum dryopterae är en insektsart. Rhopalosiphum dryopterae ingår i släktet Rhopalosiphum och familjen långrörsbladlöss. Inga underarter finns listade i Catalogue of Life.